# Albuquerque Lima
Afonso Augusto de Albuquerque Lima GCC (Fortaleza, 22 de agosto de 1909 — Recife, 26 de abril de 1981) foi um engenheiro, militar e político brasileiro. Foi um dos signatários do Ato Institucional Número Cinco.

## Biografia
Membro da arma de engenharia, participou da Revolução de 1930, reprimiu a Intentona Comunista em 1935 no Recife e participou da Segunda Guerra Mundial no 9° Batalhão de Engenharia de Combate, primeira unidade brasileira a trocar tiros com os alemães. Liderou a construção das estradas Macapá-Clevelândia e Joinville-Curitiba. Era a um só tempo radical nas questões políticas e nacionalista nas questões econômicas.
Participou da criação da Sudene, dirigiu o Departamento Nacional de Obras contra as Secas, chefiou a Divisão de Assuntos Econômicos da Escola Superior de Guerra e foi interventor na Rede Ferroviária Federal, de onde renunciou denunciando a corrupção impune. Erigiu-se como um dos ícones da linha dura no ínicio do Regime Militar, sugerindo o aprofundamento da ditadura.
Foi ministro do Interior no governo Costa e Silva, de 15 de março de 1967 a 27 de janeiro de 1969, usado como plataforma para candidatura presidencial. Saiu do governo brigado com o ministro da Fazenda, Delfim Neto, tendo então assumido a diretoria de Material Bélico do Exército.
A 1 de Fevereiro de 1969 foi agraciado com a Grã-Cruz da Ordem Militar de Cristo de Portugal.
Em 1969, tentou angariar apoio da maioria dos generais para ser indicado à sucessão de Costa e Silva na presidência da República, mas foi derrotado por Emílio Médici.
Para a sucessão de Médici, era um nome forte, considerado como um chefe militar com boa experiência na administração, politicamente articulado e detentor de popularidade nos escalões inferiores do exército. Pertencente à linha dura, não tinha o apoio do ministro do Exército, Orlando Geisel, a quem coube conduzir a forma de retirá-lo da disputa, abrindo caminho para a futura escolha de seu irmão, Ernesto Geisel. Orlando conseguiu apoio no Alto-Comando do Exército para não promover Albuquerque Lima a general-de-exército, o que era necessário para que não fosse compulsoriamente aposentado, o que por fim aconteceu. A censura, poucos dias antes de sua transferência para a reserva, ordenou que estava proibida qualquer divulgação de qualquer matéria ou entrevista do general ou sobre ele.
Na reserva, foi trabalhar com um cunhado, José Luiz Moreira de Souza, que era um rico empresário. Moreira de Souza era o principal acionista da UEB — União de Empresas Brasileiras S.A., controladora da Ducal Roupas S.A., Independência S.A. Financiamento, Crédito e Investimentos e Confecções Sparta S.A., entre outras, cujos negócios — já em declínio desde o início dos anos 70 — foram encerrados a partir de maio de 1977 devido a uma intervenção do Banco Central.. Não está claro até hoje o papel específico do general Albuquerque Lima na condução dos negócios da UEB por ocasião de sua quebra.